# Вільгельм Буш
Га́йнріх Крістіан Вільгельм Буш (нім. Heinrich Christian Wilhelm Busch; 15 квітня 1832, Відензаль — 9 січня 1908, Мехтсгаузен) — один з найбільш впливових та визначних поетів-гумористів та художників-карикатуристів Німеччини.
Вже в останні роки свого життя Вільгельма Буша було визнано «класиком німецького гумору», який своїми сатиричними ілюстрованими історіями досяг великої популярності в народі. Сьогодні вважається одним з піонерів коміксів. До його найвідоміших творів належать «Ілюстрювані історії про Макса і Моріца», «Благочестива Гелена», «Пліш та Плюм», «Невдаха Ганс Гукебайн», та трилогія «Кноппи», яка складається з трьох частин — «Пригоди незаміжньої дівчини», «Пан та Пані Кнопп» та «Юльген» (вийшла друком у 1876–1877 роках).

## Походження
Дід Вільгельма Буша з материнського боку — Йоганн Георг Кляйне — наприкінці XVIII століття перебрався до невеличкого сільського поселення Відензаль між містечком Штадтхаген (Нижня Саксонія) та Локкумським монастирем. Там у 1817 році він збудував вкритий соломою будинок, де п'ятнадцятьма роками пізніше з'явився на світ Вільгельм Буш. Амалія Кляйне, бабуся поета та художника, мала у поселенні крамницю. Саме у цій крамниці пройшло дитинство матері Вільгема Буша — Генріетти, поки два її старші брати відвідували гімназію. Дід помер у 1820 році, тож його вдова разом з дочкою продовжували опікуватися крамницею, аби забезпечити власне існування. Мати поета вже у 19 років вперше побралася шлюбом з наступником її батька лікарем Фрідріхом Вільгельмом Штюмпе. Вже у 26 років Генріетта Кляйне стала вдовою, а троє її дітей від цього шлюбу померли ще будучи немовлятами. У 1830 році у Відензалі оселився незаконнороджений син фермера Фрідріх Вільгельм Буш. У містечку Локкум, що знаходилося неподалік, він став учнем продавця, та вступивши до шлюбу з Генріеттою Кляйне прийняв на себе управління її крамницею, яку відновив та розбудував майже наново.

## Дитинство
Вільгельм Буш народився 15 квітня 1832 року і став першим з сімох дітей подружжя Генріетти Кляйне і Фрідріха Вільгема Буша. Шість братів та сестер народилися незабаром — Фанні (1834), Густав (1836), Адольф (1838), Отто (1841), Анна (1843) та Герман (1845). Батьки були працьовитими, амбітними та набожними протестантами, згодом родина мала непоганий достаток. Про це свідчить і те, що крім Вільгельма на навчання були відправлені і двоє молодших синів. Таку готовність батька Вільгельма Буша до «інвестування» у навчання своїх нащадків біограф Буша Берндт Весслінг частково пов'язує саме з тим фактом, що батько поета-гумориста був народжений поза шлюбом, що у ті часи вважалося (особливо серед селян) серйозною «плямою» на репутації.
У дитинстві Вільгельм Буш відрізнявся «худорлявою, ба навіть тендітною» статурою, однак насмішки, якими він пізніше наповнив життя своїх героїв Макса та Моріца, у його сільському дитинстві були рідкістю. Як сам Вільгельм Буш пізніше зазначав у автобіографічних нарисах та листах — «я був чутливою, дещо лякливою дитиною і дуже наполегливо і завзято брався за науку. Особливо розгубленим, сумним та враженим почувався я восени, коли починався час забивання домашньої худоби». Дитячі переживання, емоційний стан та жахливі «ковбасні метаморфози» вплинули на життя Вільгельма Буша настільки сильно, що він впродовж всього життя не вживав у їжу свинину.

## Пізні роки життя

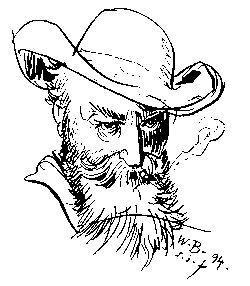
Вільгельм Буш, Автопортрет, 1894
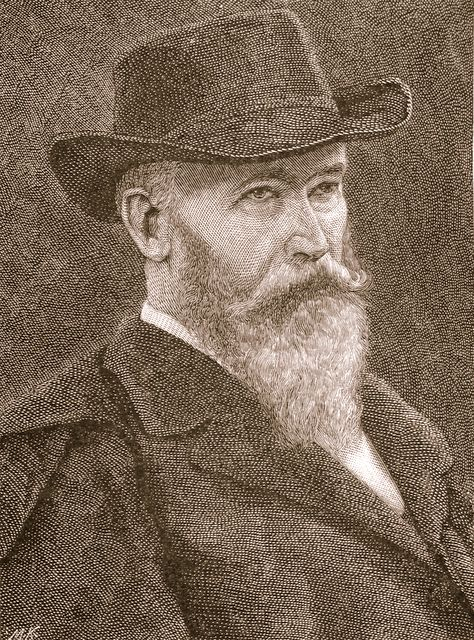
«Вільгельм Буш». Автор: Моріц Клінкіхт (різьба по дереву) (1912)
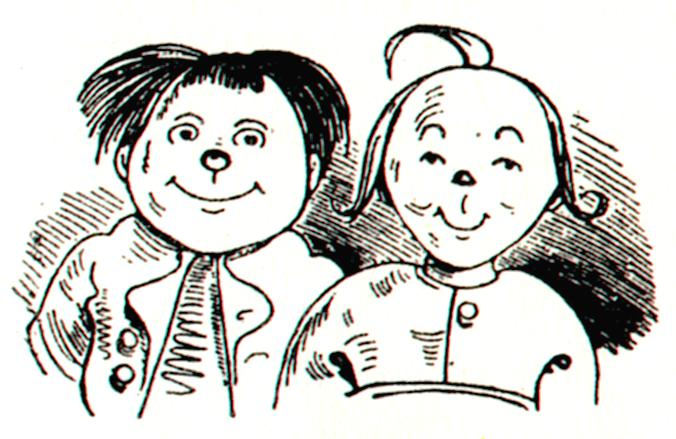
Макс та Моріц — найвідоміші герої ілюстрованих оповідань Вільгельма Буша
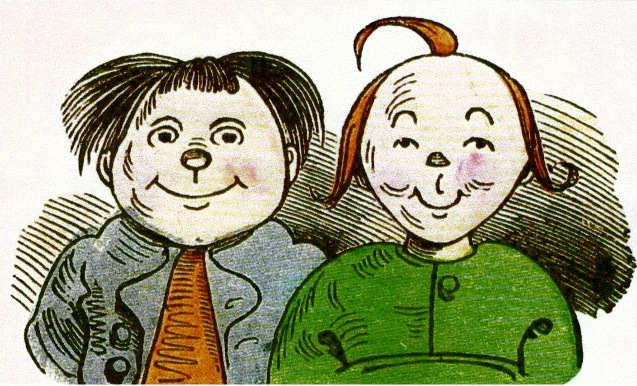
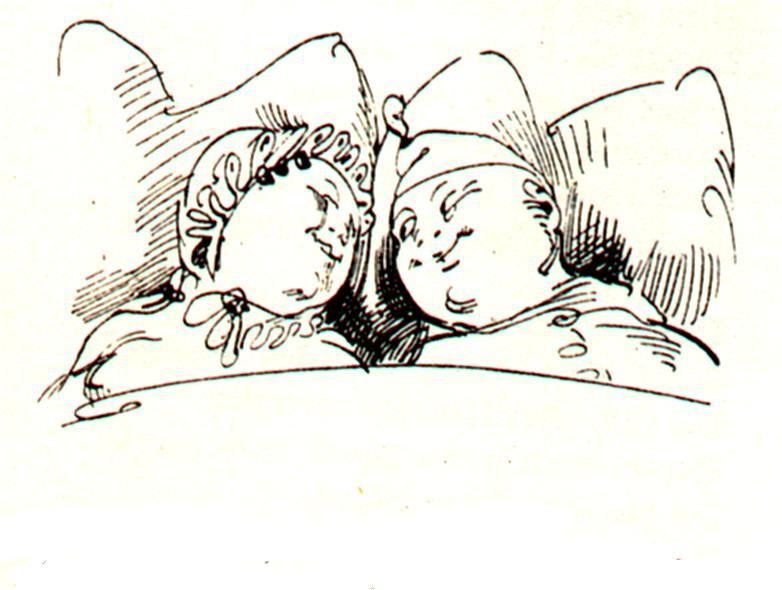
«Подружжя Кнопп», малюнок Вільгельма Буша
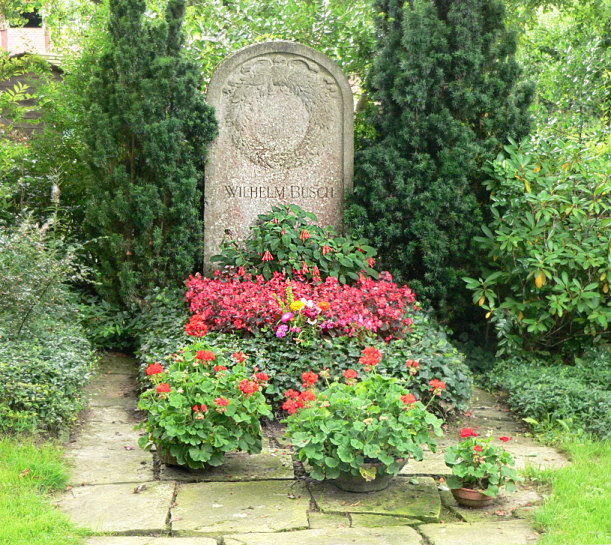
Надгробок Вільгельма Буша у Мехтсгаузені
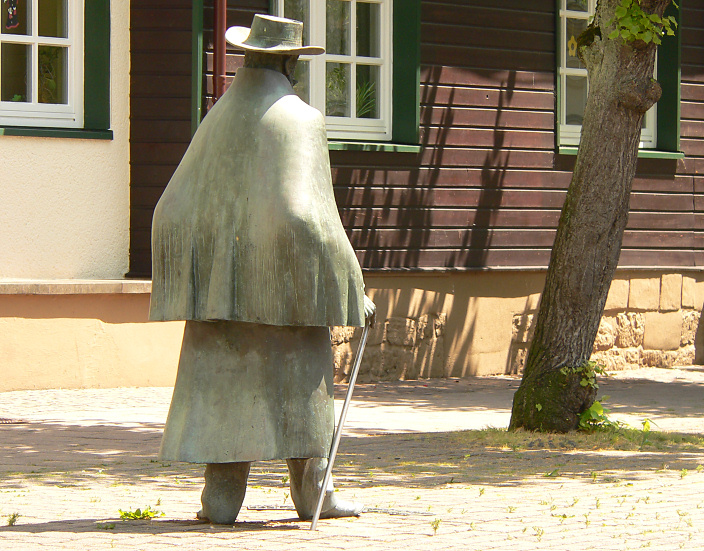
Пам'ятник Вільгельму Бушу у місті Зезен
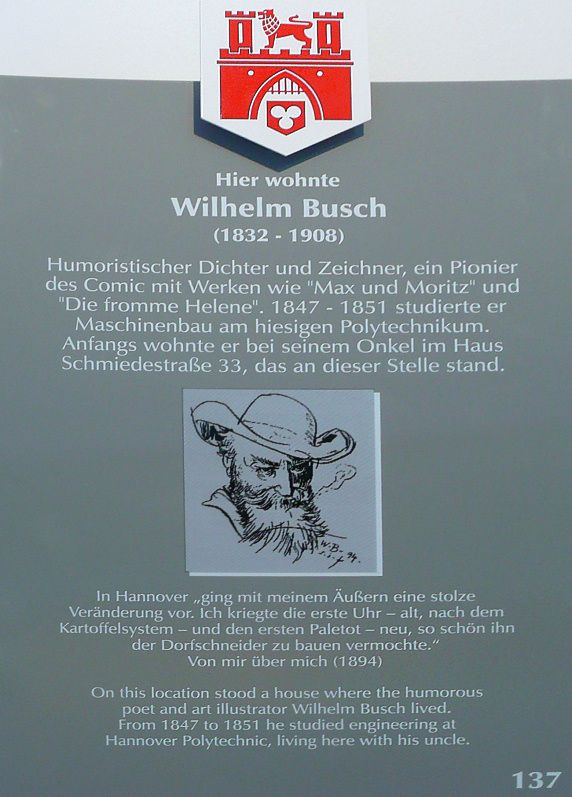
Меморіальна дошка у Ганновері
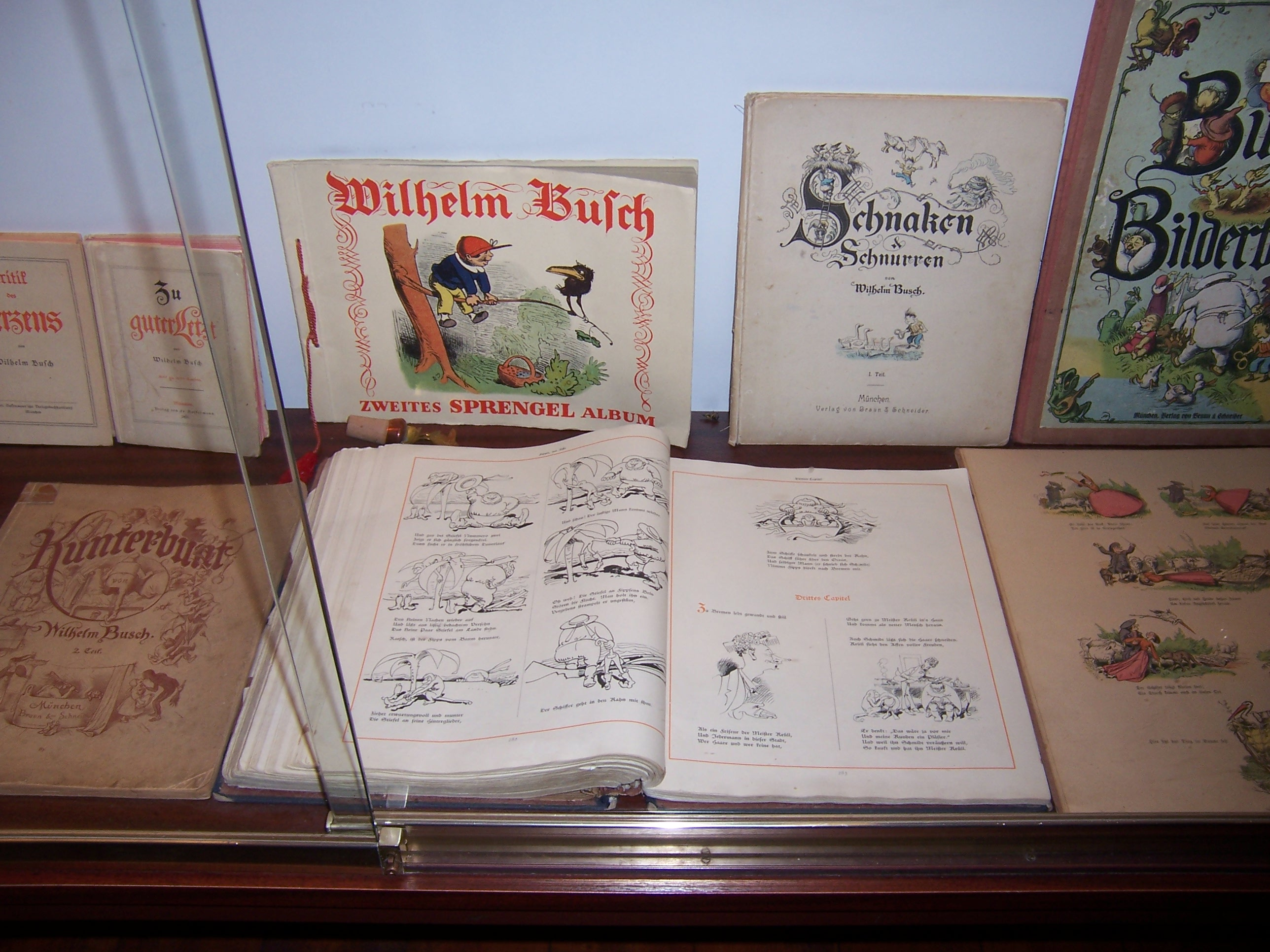
Виставлені роботи Вільгельма Буша у  музеї (м. Ебергетцен)